# Heliaster solaris
Heliaster solaris is een zeester uit de familie Heliasteridae.
De wetenschappelijke naam van de soort werd in 1920 gepubliceerd door Austin Hobart Clark.